# Louis De Ridder
Louis „Loulou” De Ridder (Belgium, Antwerpen, 1902. június 9. – 1981. május 5.) belga olimpikon, bobozó, gyorskorcsolyázó, jégkorongozó.
Először olimpián az 1924. évi téli olimpiai játékokon a jégkorongtornán vett részt a belga csapatban. Első mérkőzésükön súlyos vereséget szenvedtek az amerikaiaktól 19–0-ra. Következő mérkőzésen szintén súlyos vereséget szenvedtek el a britektől, 19–3-ra kaptak ki. Utolsó csoport mérkőzésükön a franciáktól kaptak ki egy szoros mérkőzésen 7–5-re.
Ezen az olimpián indult még 3 gyorskorcsolya versenyszámban: 500 méteren, 1500 méteren és összetettben. Egyikben sem nyert érmet.
Legközelebb az olimpiára csak az 1936. évi téli olimpiai játékokon tért vissza. Ekkor szintén részt vett a jégkorongtornán. A belgák a C csoportba kerültek. Az első mérkőzésen 11–2 kikaptak a magyar válogatottól. A következőn 5–0-s vereséget szenvedtek a csehszlovákoktól majd utolsó csoportmérkőzésen egy szoros hosszabbításos mérkőzésen 4–2-es szenvedtek a franciáktól. A csoportban utolsó helyen zártak 0 ponttal és összesítésben a 14. helyen végeztek.
Ezen az olimpián indult még, mint bobos. Négyesbobban a kettes számú belga csapattal az 5. lett.
A brüsszeli CSHB klubcsapathoz tartozott.